# Lawrence Stone
Lawrence Stone (4 de dezembro de 1919 - 16 de junho de 1999) foi um historiador inglês da Grã-Bretanha moderna inicial, após iniciar sua carreira como historiador da arte medieval inglesa. Ele é conhecido por seu trabalho sobre a Guerra Civil Inglesa e a história do casamento, das famílias e da aristocracia.

## Biografia
Stone nasceu em 4 de dezembro de 1919 em Epsom, Surrey, Inglaterra. Ele foi educado na Charterhouse School, uma escola pública só para meninos (ou seja, um internato particular). Ele estudou por um tempo na Sorbonne em Paris em 1938. Ele então estudou história moderna na Christ Church, Oxford, de 1938 a 1940. Seus estudos universitários foram interrompidos pelo serviço durante a Segunda Guerra Mundial como tenente na Royal Naval Volunteer Reserve. Ele retornou a Oxford após a desmobilização em 1945 e, após mais um ano de estudo, formou-se como Bacharel em Artes (BA) de primeira classe em 1946. Seu diploma de bacharelado foi promovido a mestrado em artes (MA Oxon) de acordo com os regulamentos da universidade.
Depois de se formar, ele permaneceu na Universidade de Oxford. De 1946 a 1947, ele foi Bryce Research Student. Ele então trabalhou como professor na University College, Oxford, entre 1947 e 1950. Em 1950, foi eleito Fellow do Wadham College, Oxford. Como tal, ele foi professor universitário de história e mudou-se com especialização em história medieval para história do período Tudor. Durante dois anos, de 1960 a 1961, também foi membro do Instituto de Estudos Avançados de Princeton, Nova Jersey. Ele foi eleito para a Academia Americana de Artes e Ciências em 1968 e para a Sociedade Filosófica Americana em 1970.
Em 1963, Stone deixou Oxford e ingressou na Universidade de Princeton como Dodge Professor of History. Ele atuou como presidente do Departamento de História de 1967 a 1970 e, em 1968, tornou-se o diretor fundador do Centro Davis de Estudos Históricos, criado para promover métodos inovadores de pesquisa histórica. Ele se aposentou em 1990.
Stone morreu em 16 de junho de 1999 em Princeton, Nova Jersey, aos 79 anos.

## Tempestade sobre a pequena nobreza
Um artigo de 1948 foi o primeiro empreendimento de Stone no estudo quantitativo da ascensão da pequena nobreza e do declínio da aristocracia ao longo das linhas que seu mentor R. H. Tawney havia sugerido em 1941. Ele concluiu que houve uma grande crise económica para a nobreza nos séculos XVI e XVII. O argumento de Stone foi prejudicado por erros metodológicos e ele sofreu fortes ataques de Hugh Trevor-Roper e outros. Christopher Thompson, por exemplo, mostrou que a renda real da nobreza era maior em 1602 do que em 1534 e cresceu substancialmente em 1641. Muitos outros estudiosos entraram na briga e a chamada storm over the gentry tornou-se um tema central da historiografia inglesa por algum tempo.
Stone, em 1970, resumiu as causas da Revolução Inglesa enfatizando três fatores: o fracasso da Coroa em ganhar um exército ou uma burocracia; a ascensão relativa da pequena nobreza em termos de estatuto, riqueza, educação, experiência administrativa, identidade de grupo e autoconfiança política; e a propagação do puritanismo. Rabb observa que "poucos historiadores do período Stuart contemporâneos contestariam a avaliação de Stone".

### História da família
Stone passou do estudo da importância política das famílias para os estudos da sua estrutura interna, ajudando a abrir o campo da nova história social. Em The Family, Sex and Marriage in England, 1500-1800 (1977) Stone usou métodos quantitativos para estudar a vida familiar. O livro foi muito bem recebido. Escrevendo no Times Literary Supplement, Keith Thomas o descreveu como "facilmente o livro mais ambicioso do Professor Stone até agora, embora venha da pena de um historiador que já produziu cerca de 3.000 páginas em capa dura. Lawrence Stone é uma das figuras mais alegremente revigorantes do cenário histórico contemporâneo, e seu novo trabalho exibe seus atributos habituais: leitura voraz, uma impressionante capacidade de síntese e uma capacidade de escrever uma prosa vívida e continuamente interessante... Ele ofereceu um mapa indispensável para uma paisagem que levará pelo menos mais uma geração de historiadores para explorar com alguma precisão. Na verdade, A Família, o Sexo e o Casamento lembra um daqueles mapas pioneiros da era dos descobrimentos." Escrevendo na New York Review of Books, J. H. Plumb disse que "o Professor Stone levanta vastas questões, resolve-as de forma provocativa e sustenta suas soluções com uma riqueza de ilustrações." Joseph Kett, no New York Times Book Review, disse: "Vasto em tema, exaustivo em pesquisa e com um elenco de personagens incontável, o resultado é uma verdadeira Guerra e Paz de história social. Na verdade, este é um estudo em grande escala."[carece de fontes?]
Algumas de suas sugestões foram qualificadas por historiadores. A sugestão de Stone de que o "individualismo afetivo" não se tornou amplamente característico do casamento até o século XVIII foi questionada pelos medievalistas que apontaram evidências de casamentos amorosos antes de 1700. No entanto, nunca foi da opinião de Stone que o amor no casamento não existisse antes do século XVIII, e o seu livro, de fato, não diz isto.[carece de fontes?]
Stone foi um grande defensor da nova história social—que utiliza os métodos das ciências sociais para estudar a história e expande o alvo do estudo para incluir populações cada vez maiores. Stone argumentou que o uso de métodos quantitativos para reunir dados poderia levar a generalizações úteis sobre diferentes períodos de tempo. No entanto, Stone nunca argumentou a favor da criação de "leis" da história à maneira de Karl Marx ou Arnold J. Toynbee. Na opinião de Stone, o máximo que se poderia fazer era criar generalizações sobre um determinado século e nada mais. Stone estava muito interessado em estudar a mentalidade das pessoas no início do período moderno nos moldes da Escola dos Annales, mas Stone rejeitou as teorias geográficas de Fernand Braudel por considerá-las muito simplistas. Na mesma linha, Stone gostava muito de combinar história com antropologia e oferecer "descrição densa" à maneira de Clifford Geertz.[carece de fontes?]

## Obras
- Sculpture in Britain: The Middle Ages, 1955 (2nd edn. 1972), Penguin Books (now Yale History of Art)
- An Elizabethan: Sir Horatio Palavicino (1956)
- The Crisis of the Aristocracy, 1558-1641 (1965)
- The Causes of the English Revolution, 1529-1642 (1972)
- Family and Fortune: Studies in Aristocratic Finance in the Sixteenth and Seventeenth Centuries (1973)
- "Early Modern Revolutions: An Exchange: The Causes of the English Revolution, 1529-1642: A Reply," Journal of Modern History Vol. 46, No. 1, March 1974
- The Family, Sex and Marriage in England, 1500-1800 (1977)
- "The Revival of Narrative: Reflections on a New Old History," Past and Present 85 (Nov. 1979) pp 3–24
- The Past and the Present (1981)
- An Open Elite? England 1540-1880 (1984) with Jeanne C. Fawtier Stone
- Road to Divorce: England, 1530-1987 (1990)
- Uncertain Unions: Marriage in England, 1660-1753 (1992)
- Broken Lives: Separation and Divorce in England, 1660-1857 (1993)
- An Imperial State at War: Britain from 1689 to 1815 (1994) editor

Lorem ipsum dolor sit amet, consectetur adipiscing elit. Nulla vel lectus vitae dolor rhoncus elementum in eu turpis. Quisque laoreet, diam at faucibus vestibulum, est augue aliquam lectus, a eleifend mauris urna sit amet nunc. Nullam porttitor mi quis dui malesuada sollicitudin. Nullam consequat tellus viverra odio rhoncus ullamcorper. Aliquam egestas velit nec nisi fringilla lacinia. Pellentesque habitant morbi tristique senectus et netus et malesuada fames ac turpis egestas. Phasellus sit amet ante vel arcu vestibulum congue eu sit amet eros. Integer id ipsum efficitur, mollis ligula quis, fermentum libero. Suspendisse quam enim, consequat id varius eu, sagittis nec neque. Nam risus lectus, ullamcorper eget magna mollis, euismod interdum tellus. Aliquam facilisis libero a risus faucibus fermentum. Phasellus accumsan nisi volutpat tempus suscipit.
Orci varius natoque penatibus et magnis dis parturient montes, nascetur ridiculus mus. Aliquam ultricies cursus pulvinar. Donec porttitor, eros vel volutpat rhoncus, mi orci egestas neque, nec lobortis elit nisl ac ligula. Nullam non aliquam arcu. Nam commodo sem quis lobortis aliquam. Aliquam vel felis id lectus faucibus laoreet. Vestibulum tempus est odio, ut rutrum nisi consequat sed. Integer vitae tortor augue. In tempus consectetur nulla, ornare varius turpis pellentesque at.
Phasellus elementum laoreet ex id malesuada. Sed at ex vitae purus ullamcorper semper. Class aptent taciti sociosqu ad litora torquent per conubia nostra, per inceptos himenaeos. Mauris quis ipsum non ex dapibus venenatis ac eu augue. Nulla facilisi. Nullam feugiat purus non nisl venenatis, a commodo turpis finibus. Mauris id bibendum libero. Fusce enim nisi, porttitor ac posuere at, sollicitudin eu risus. Interdum et malesuada fames ac ante ipsum primis in faucibus. Quisque ut vestibulum erat. Proin eget lacinia tellus.
Etiam sed velit tellus. Cras nec lacus non mauris euismod pharetra. Sed ultrices a odio quis interdum. Etiam porta nisi eu odio rutrum, sit amet porttitor augue fermentum. Nam sit amet magna libero. Donec ultrices at mi ac ullamcorper. Maecenas mattis eros in velit tempor, ac feugiat libero pellentesque. Ut nisi mauris, fermentum eget congue quis, rhoncus id orci. Mauris tempor sapien interdum vehicula consectetur. Interdum et malesuada fames ac ante ipsum primis in faucibus. Nam quis tristique lacus, quis lacinia metus. Aliquam ornare, magna quis rhoncus molestie, ipsum odio sollicitudin dui, tempus malesuada ante justo ac massa. Pellentesque et tortor sem.
Vivamus sapien ante, tincidunt non dolor vel, rhoncus auctor libero. Nullam euismod nulla elementum lorem semper, non molestie ipsum feugiat. Aenean ullamcorper aliquam libero auctor ultrices. Curabitur non tortor at lacus sagittis semper. In tincidunt suscipit urna vel bibendum. Proin lobortis porta ligula nec venenatis. Suspendisse potenti. Sed sed condimentum mauris, eu pharetra dolor.